# Louis Hubert Bours
Louis Hubert Bours (Venlo, 2 april 1880 - Maastricht, 23 januari 1956) was een Nederlands bouwkundige en architect. 
Bours huwde in Winterswijk met Maria Albertina van de Riet.
Van 1914 tot 1922 was hij lid van de 'Commissie voor het Stadsschoon' van Amsterdam.
In 1927 werd Bours benoemd tot technisch ambtenaar van de Raad van Arbeid in Eindhoven. In 1938 volgde zijn benoeming tot controleur op de sociale wetgeving en de wetgeving rondom de veiligheid in bedrijven in het rayon Helmond.

## Lijst gebouwen
Baarn

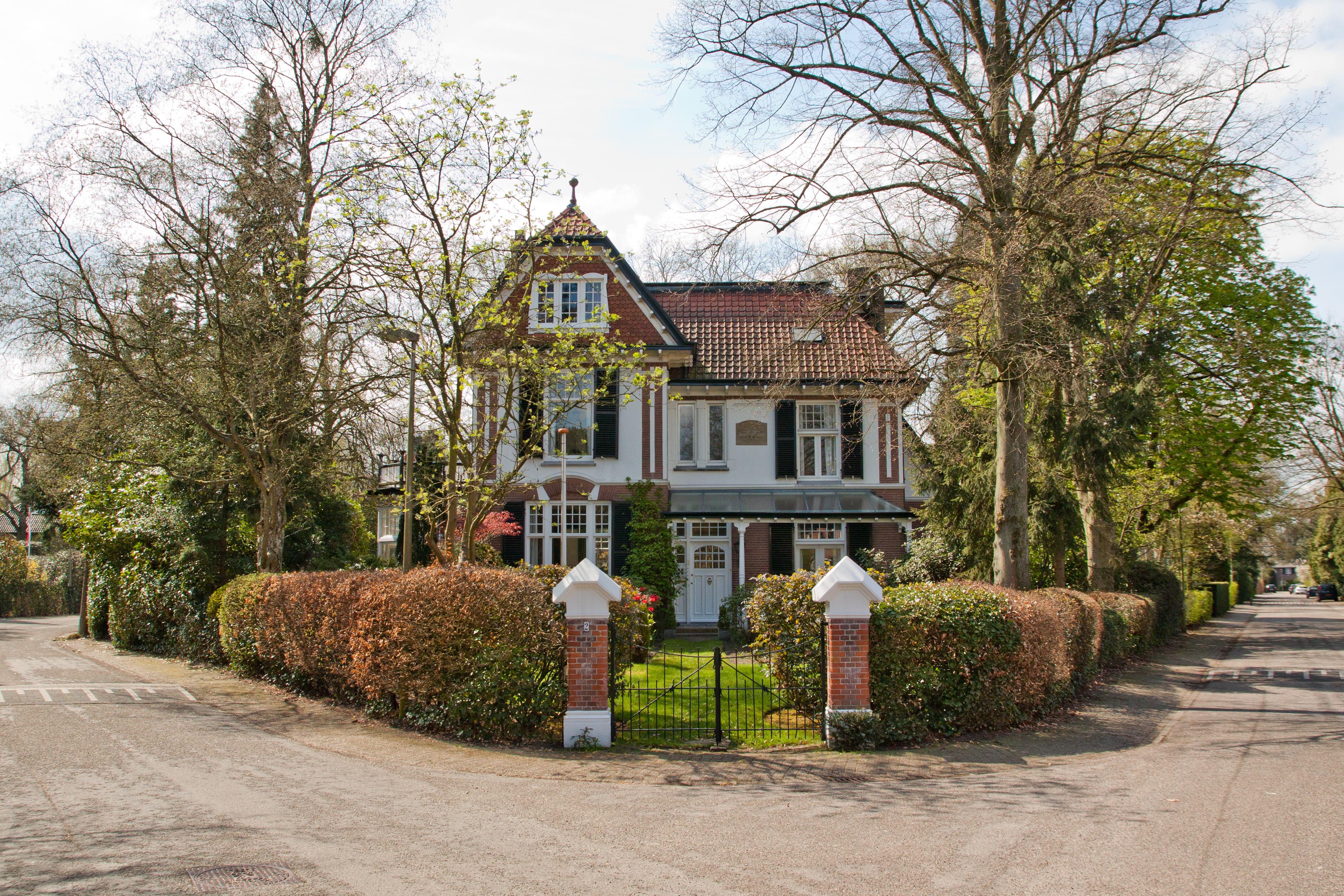
Aan den Koedijk in Bussum

- 1920 - Dubbele landhuisjes Ferdinand Huycklaan (gemeentelijk monument)
- 1920 - Heemskerklaan 26-40 Heemskerklaan (gemeentelijk monument)

Bussum
- 1910 - De Amsterdamsche Bazar, Nassaulaan[4]
- 1909 - Villa Brediusweg 31
- 1908 - Villa Aan den Koedijk, Koedijklaan 2 hoek Willemslaan (rijksmonument)
- 1906 - Villa Meenthoek, Koningslaan 44

Venlo
- 1901 - winkel Parade 19[5]